# スクワークボックス
『スクワークボックス』 (Squawk Box) は、ビジネスニュースチャンネルCNBCで放送されている経済ニュース番組で、CNBCの看板番組。
本来『Squawk Box』とはインターホンや構内放送用のスピーカーを指す言葉であり（うるさい音をがなりたてる箱、という意味）、証券業界では営業マンと証券取引所との間の通信などに使われていたことから、それにちなんで番組名が名づけられたと思われる。日経CNBCでいう「朝エクスプレス」に相当する番組である。

## スクワークボックス
1995年8月放送開始。ニューヨーク証券取引所での取引開始時刻（東部標準時の9時30分）を前後にした時間帯で放送。当初は1時間番組だったが、その後午前7時からの3時間番組に拡大していった。
マーク・ヘインズがホスト（アンカー）を担当していたが、2005年12月、「スクワーク・オン・ザ・ストリート」に異動。放送時間を午前6時からに移動、ヘインズの後はチームを組んでいたジョー・キーナンらに譲った。
なお、取引開始直前の重要な時間であり、CNBCヨーロッパやCNBCアジアにも同時放送されている。「オン・ザ・ストリート」開始までは日経CNBCでも放送されていた。

## スクワークボックス・ヨーロッパ
CNBCヨーロッパ版の「スクワークボックス」もヨーロッパの取引が一斉に始まる午前9時（中央ヨーロッパ時間帯）をはさむ午前7時からの3時間、放送されている。
ジェフ・カットモアらのほかにゲストアンカーとして毎日ゲストを招き、インタビューや分析などのコメントに答えたりしている。

## スクワークボックス・アジア
CNBCアジア版は各国の取引開始時間は違い、オーストラリアは既に開始されている。午前7時（香港・シンガポール時間）からの3時間番組。午前6時からの1時間はスクワーク・オーストラリアが放送されている。
アンカーはCNBCアジアではベテランのマーティン・スーン。この番組を受け持つまでの1年間、CNN香港支局の記者として在籍していた。
日経CNBCでは2008年9月に発生した金融危機以降放送される頻度が多くなり、2009年2月現在、8:00 - 8:30 （日本時間）に放送されている。

## 朝エクスプレス
日経CNBCでは2001年4月から4年間、「TOKYOスクワークボックス」を放送していた。午前8:45からの30分放送だったが、1年後に8:30開始と15分拡大。主なコーナーは取引開始前後の東京証券取引所からの中継や日本経済新聞ニューヨーク支局からの電話リポートなどで構成。アンカーは中嶋健吉と友松栄貴が隔週で担当。
2005年4月の改編で「TOKYOモーニングExpress」に変更されたのち、「朝エクスプレス」を平日 8:30 - 10:00に放送している。